# Tolmerus trifissilis
Tolmerus trifissilis là một loài ruồi trong họ Asilidae. Tolmerus trifissilis được Séguy miêu tả năm 1929. Loài này phân bố ở vùng Cổ Bắc giới.